# Сан Роко-Капелета (Кунео)
Сан Роко-Капелета је насеље у Италији у округу Кунео, региону Пијемонт.
Према процени из 2011. у насељу је живело 45 становника. Насеље се налази на надморској висини од 713 м.